# Франческа да Римини (опера)
«Франческа да Ри́мини», оp. 25 — одноактная опера в двух картинах с прологом и эпилогом, написанная С. В. Рахманиновым в 1904—1905 гг. по драматическому эпизоду пятой песни «Ада» из Божественной комедии Данте Алигьери. Либретто М. И. Чайковского. Премьера оперы состоялась в Большом театре 11 января (24 января) 1906 года под управлением автора. В этом же представлении прозвучала другая одноактная опера С. В. Рахманинова «Скупой рыцарь».

## История создания
История любви Франчески да Римини и Паоло вдохновила немало композиторов и писателей. В 1876 году по мотивам песни Данте П. И. Чайковский написал симфоническую поэму. В 1902 году были созданы опера Э. Ф. Направника и трагедия Г. Д’Аннунцио.
Замысел оперы на сюжет эпизода V песни «Ада» из «Божественной комедии» возник в конце 1890-х годов. Либретто было предназначено для Н. А. Римского-Корсакова и А. К. Лядова, его создателем стал оперный либреттист и брат П. И. Чайковского Модест Чайковский. Это было лаконичное и ёмкое либретто, в котором ничто не отвлекает от трагедии. Либретто не заинтересовало ни Лядова, ни Римского-Корсакова, но захватило Рахманинова и в 1900 году, во время поездки по Италии, он начал работу над своей «Франческой» и сочинил один из эпизодов будущей оперы — любовный дуэт Франчески и Паоло. Однако к работе над произведением Рахманинов вернулся лишь в 1904 году, после завершения другой одноактной оперы «Скупой рыцарь». Обе оперы были созданы во время работы Рахманинова на посту дирижёра Большого театра в сезоны 1904—1906 гг. Времени на сочинение музыки практически не оставалось и композитор обратился к камерному жанру, создав две одноактные оперы с небольшим числом действующих лиц.

## Сюжет
Пролог и эпилог разворачиваются в аду и обрамляют основное действие. Поэт Данте и сопровождающий его Вергилий спускаются в ад и встречаются с тенями грешников, среди которых главные действующие лица оперы — Паоло и Франческа.
В основе сюжета оперы лежали подлинные исторические события XIII века, описанные Данте в «Божественной комедии». Франческа да Полента из Равенны была отдана замуж за властителя Римини Ланчотто Малатесту, чтобы положить конец давней вражде между двумя семьями. По обычаю того времени, вместо жениха свататься в Равенну приехал его младший брат Паоло и Франческа, уверенная, что именно он и есть её жених, полюбила его и поклялась пред Богом быть ему верною женой. Пред красотой Франчески не устоял и Паоло.
Ланчотто Малатеста, также влюблённый во Франческу, догадывается об истинных чувствах своей жены и, желая проверить свои подозрения, расставляет ловушку: он сообщает, что едет в поход и оставляет Франческу под охраной Паоло. Однако истинным намерением мужа была слежка за влюблёнными. Франческа и Паоло проводят вечер в чтении книги о любви рыцаря Ланселота к прекрасной Гиневре и в конце концов уступают охватывающему их чувству, погубившему их.
В эпилоге их тени, неразлучные и в смерти, уносит адский вихрь.

## Структура произведения
«Франческа да Римини» — камерная опера, приближающаяся к оркестровой поэме и кантате, в которой содержание драмы передаёт оркестр. В опере нет деления на отдельные номера, её действие развивается непрерывно. В картинах ада, обрамляющих основное действие реплики героев вплетаются в оркестровую ткань, а хор, в основном, поющий без слов, используется в качестве тембровой окраски.
Первая картина состоит из монолога Ланчотто, обуреваемого ревнивыми думами, и полного тоски и страсти обращения к Франческе: «О, снизойди, спустись с высот твоих, звезда моя». Во второй картине дуэт Франчески и Паоло развивается от спокойно-отстранённого чтения к порыву непреодолимой страсти.

## Действующие лица
- Тень Вергилия (баритон)
- Данте (тенор)
- Ланчотто Малатеста, властитель Римини (баритон)
- Франческа, его жена (сопрано)
- Паоло, его брат (тенор)
- Кардинал (без речей)
- Призраки ада. Свита Малатесты и кардинала

## Премьера
Премьера оперы состоялась во втором отделении представления в Большом театре 11 января (24 января) 1906 года. За дирижёрским пультом стоял сам С. В. Рахманинов. В первом отделении представления прозвучала ещё одна опера Рахманинова «Скупой рыцарь». Исполнителями главных ролей были Г. А. Бакланов (Ланчотто Малатеста), Н. В. Салина (Франческа), А. П. Боначич (Паоло). 27 сентября 1912 года в Большом театре состоялась премьера ещё одной постановки оперы, дирижёр Э. А. Купер.
Несмотря на свою прекрасную музыку, вследствие неудачного либретто опера не сделалась репертуарной, хотя время от времени ставилась. В 1973 году в Большом театре состоялась новая постановка оперы проходил под управлением М. Эрмлера. В ролях: Г. Вишневская (Франческа), Е. Нестеренко (Ланчотто), А. Масленников (Паоло).

## Аудиозаписи
- (только Пролог) тень Вергилия — Даниил Демьянов, Данте — Владимир Бунчиков, Франческа — Наталья Рождественская, Паоло — Пётр Малютенко. Хор и оркестр Всесоюзного радиокомитета, дирижёр Николай Голованов. Вторая половина 1940-х гг. Продолжительность записи 20 минут.

- тень Вергилия — Михаил Маслов, Данте — Александр Лаптев, Ланчотто Малатеста — Евгений Нестеренко, Франческа — Маквала Касрашвили, Паоло — Владимир Атлантов. Хор и оркестр Большого театра СССР, дирижёр Марк Эрмлер. 1973.

- тень Вергилия — Николай Решетняк, Данте — Николай Васильев, Ланчотто Малатеста — Владимир Маторин, Франческа — Марина Лапина, Паоло — Виталий Таращенко. Государственный Академический русский хор им. Свешникова, оркестр Большого театра СССР, дирижёр Андрей Чистяков. 1992.

- тень Вергилия — Сергей Алексашкин, Данте — Илья Левинский, Ланчотто Малатеста — Сергей Лейферкус, Франческа — Мария Гулегина, Паоло — Сергей Ларин. Хор Гётеборгской оперы, Гётеборгский симфонический оркестр, дирижёр Неэме Ярви. 1996.